# Interface Description Language
Pour les articles homonymes, voir IDL.
Ne doit pas être confondu avec Interactive Data Language
En génie logiciel, Interface Description Language (appelé aussi Interface Definition Language), abrégé en IDL, est un langage voué à la définition de l'interface de composants logiciels, laquelle permet de faire communiquer des modules implémentés dans des langages différents, ou déployés à travers un réseau sur des systèmes hétérogènes (Windows, Linux, Mac OS X, VMS, etc.) dans la perspective d'architecture distribuée.
Le standard IDL est défini par l'OMG et utilisé notamment dans le cadre d'applications ORB telles que CORBA.

## Exemples
- AIDL
- Apache Thrift
- Apache Avro IDL
- Boundary scan description language
- Etch
- Franca IDL (en)
- IDL specification language (en)
- JSON-WSP (en)
- MIDL (Microsoft Interface Definition Language (en))
- OMG IDL (en)
- Open Service Interface Definitions (en)
- Protocol Buffers
- RSDL (en) (RESTful Service Description Language)
- SWIG : Simplified Wrapper and Interface Generator
- Universal Network Objects (en)
- vCDL
- WADL (Web Application Description Language)
- Web IDL (en)
- WSDL (Web Services Description Language)
- XCB
- XPIDL (en)